# Степановський Іван
Іван Степано́вський (нар. близько 1710 — пом. невідомо, Санкт-Петербург) — український лютніст.

## Біографія
Народився близько 1710 року. У 1740-х роках навчався гри на лютні у Сільвіуса Вайса в Дрездені. Служив лютністом при дворах курфюрста Фрідріха Августа II (Дрезден), польського короля (Варшава). З 1746 року — придворний музикант у Санкт-Петербурзі.